# Чемпионат мира по футболу среди молодёжных команд 2017
Чемпионат мира по футболу среди молодёжных команд 2017 (англ. 2017 FIFA U-20 World Cup; кор. 2017년 FIFA U-20 월드컵) — 21-й розыгрыш чемпионата мира по футболу среди молодёжных команд, финальный турнир которого проходил в Южной Корее с 20 мая по 11 июня 2017 года. Соревнования проводились в 6 городах. Чемпионом мира впервые стала сборная Англии, обыграв в финальном матче сборную Венесуэлы со счётом 1:0.

## Выбор места проведения
На проведение чемпионата претендовало 12 стран.
- Азербайджан
- Бахрейн
- Англия
- Франция
- Ирландия
- Мексика
- Польша
- Саудовская Аравия
- ЮАР
- Республика Корея
- Тунис
- Украина

Англия и ЮАР сняли заявки до голосования.
Окончательным решением Исполкома ФИФА 5 декабря 2013 года в Бразилии Южной Корее было поручено проведение чемпионата.

## Квалифицировавшиеся команды
Действующий чемпион — сборная Сербии не сможет отстоять свой титул, так как команда не смогла пробиться в финальный раунд отборочного турнира УЕФА. Это уже пятый подряд случай, когда действующий обладатель титула не сможет участвовать в следующем турнире.
| Конфедерация                                                 | Квалификационный турнир       | Квалифицировавшиеся сборные               |
| ------------------------------------------------------------ | ----------------------------- | ----------------------------------------- |
| AFC (Азия)                                                   | Страна-организатор            | Республика Корея                          |
| AFC (Азия)                                                   | Чемпионат Азии (U19) 2016     | Вьетнам1 Иран Саудовская Аравия Япония    |
| CAF (Африка)                                                 | Чемпионат Африки (U20) 2017   | Гвинея Замбия Сенегал ЮАР                 |
| CONCACAF (Центральная и Северная Америка, Карибский бассейн) | Чемпионат КОНКАКАФ (U20) 2017 | Гондурас Коста-Рика Мексика США           |
| CONMEBOL (Южная Америка)                                     | Чемпионат КОНМЕБОЛ (U20) 2017 | Уругвай Эквадор Венесуэла Аргентина       |
| OFC (Океания)                                                | Чемпионат Океании (U20) 2016  | Вануату1 Новая Зеландия                   |
| UEFA (Европа)                                                | Чемпионат Европы (U19) 2016   | Англия Германия Италия Португалия Франция |

1. ↑  Сборные-дебютанты чемпионата мира среди молодёжных команд.

## Стадионы
| Чхонан | Тэджон                           | Инчхон                          |
| --- | -------------------------------- | ------------------------------- |
| «Чхонан» | Стадион чемпионата мира «Тэджон» | Футбольный стадион «Инчхон»     |
| Вместимость: 26 000                                                                                           | Вместимость: 40 535              | Вместимость: 20 891             |
| |                                  |                                 |
| Чхонан Тэджон Инчхон Согвипхо Чонджу СувонЧемпионат мира по футболу среди молодёжных команд 2017, Южная Корея |                                  |                                 |
| Согвипхо | Чонджу                           | Сувон                           |
| Стадион чемпионата мира «Чеджу»                                                                               | Стадион чемпионата мира «Чонджу» | Стадион чемпионата мира «Сувон» |
| Вместимость: 35 657                                                                                           | Вместимость: 42 477              | Вместимость: 43 959             |
| |                                  |                                 |

## Групповой этап
Победители групп и команды, занявшие вторые места, так же как и четыре лучшие команды, занявшие третьи места, проходят в 1/8 финала.
Определение положения команд в случае равенства очков
Когда две или более команд набирают одинаковое количество очков, их положение определяется по следующим критериям:
1. разница голов во всех групповых матчах;
2. количество голов, забитых во всех групповых матчах;
3. количество очков, заработанные в матчах между командами;
4. разница голов в матчах между командами;
5. количество голов, забитых в матчах между командами;
6. результат жеребьёвки, проведённой организационным комитетом.

Положение третьих команд определяется по следующим критериям, лучшие четыре выходят в 1/8 финала:
1. количество очков;
2. разница голов во всех групповых матчах;
3. количество голов, забитых во всех групповых матчах;
4. результат жеребьёвки, проведённой организационным комитетом.

| Условные цветовые обозначения | Условные цветовые обозначения |
| ----------------------------- | ----------------------------- |
|                               | Выход в 1/8 финала            |

- Время начала матчей — местное.

### Группа A
| М | Команда          | И | В | Н | П | Мячи  | ±  | О |
| - | ---------------- | - | - | - | - | ----- | -- | - |
| 1 | Англия           | 3 | 2 | 1 | 0 | 5 − 1 | +4 | 7 |
| 2 | Республика Корея | 3 | 2 | 0 | 1 | 5 − 2 | +3 | 6 |
| 3 | Аргентина        | 3 | 1 | 0 | 2 | 6 − 5 | +1 | 3 |
| 4 | Гвинея           | 3 | 0 | 1 | 2 | 1 − 9 | −8 | 1 |

| Аргентина | 0:3     | Англия                                                   |
| --------- | ------- | -------------------------------------------------------- |
|           | (отчёт) | Калверт-Льюин 38′ · Армстронг 52′ · Соланке 90+3′ (пен.) |

| Республика Корея                                | 3:0     | Гвинея |
| ----------------------------------------------- | ------- | ------ |
| Ли Сын У 36′ · Лим Мин Хёк 76′ · Пэк Сын Хо 81′ | (отчёт) |        |

| Англия  | 1:1     | Гвинея            |
| ------- | ------- | ----------------- |
| Кук 53′ | (отчёт) | Томори 59′ (авт.) |

| Республика Корея                     | 2:1     | Аргентина  |
| ------------------------------------ | ------- | ---------- |
| Ли Сын У 18′ · Пэк Сын Хо 42′ (пен.) | (отчёт) | Торрес 50′ |

| Англия     | 1:0     | Республика Корея |
| ---------- | ------- | ---------------- |
| Доуэлл 56′ | (отчёт) |                  |

| Гвинея | 0:5     | Аргентина                                                |
| ------ | ------- | -------------------------------------------------------- |
|        | (отчёт) | Торрес 33′ · Мартинес 43′, 79′ · Сарачо 50′ · Сенеси 74′ |

### Группа B
| М | Команда   | И | В | Н | П | Мячи   | ±   | О |
| - | --------- | - | - | - | - | ------ | --- | - |
| 1 | Венесуэла | 3 | 3 | 0 | 0 | 10 − 0 | +10 | 9 |
| 2 | Мексика   | 3 | 1 | 1 | 1 | 3 − 3  | 0   | 4 |
| 3 | Германия  | 3 | 1 | 1 | 1 | 3 − 4  | −1  | 4 |
| 4 | Вануату   | 3 | 0 | 0 | 3 | 4 − 13 | −9  | 0 |

| Венесуэла                      | 2:0     | Германия |
| ------------------------------ | ------- | -------- |
| Пенья 51′ · Серхио Кордова 54′ | (отчёт) |          |

| Вануату                             | 2:3     | Мексика                                           |
| ----------------------------------- | ------- | ------------------------------------------------- |
| Бонг Кало 52′ · Роналдо Уилкинс 62′ | (отчёт) | Кевин Маганья 10′ · Сиснерос 25′ · Альварес 90+4′ |

| Венесуэла                                                                                      | 7:0     | Вануату |
| ---------------------------------------------------------------------------------------------- | ------- | ------- |
| Веласкес 30′ · Кордова 42′, 73′ · Пеньяранда 46′ · Фариньес 56′ (пен.) · Уртадо 82′ · Соса 89′ | (отчёт) |         |

| Мексика | 0:0     | Германия |
| ------- | ------- | -------- |
|         | (отчёт) |          |

| Мексика | 0:1     | Венесуэла          |
| ------- | ------- | ------------------ |
|         | (отчёт) | Серхио Кордова 33′ |

| Германия                                         | 3:2     | Вануату            |
| ------------------------------------------------ | ------- | ------------------ |
| Малкольм Баду 27′ · Резе 32′ · Эммануэль Йоа 50′ | (отчёт) | Бонг Кало 52′, 77′ |

### Группа C
| М | Команда    | И | В | Н | П | Мячи  | ±  | О |
| - | ---------- | - | - | - | - | ----- | -- | - |
| 1 | Замбия     | 3 | 2 | 0 | 1 | 6 − 4 | +2 | 6 |
| 2 | Португалия | 3 | 1 | 1 | 1 | 4 − 4 | 0  | 4 |
| 3 | Коста-Рика | 3 | 1 | 1 | 1 | 2 − 2 | 0  | 4 |
| 4 | Иран       | 3 | 1 | 0 | 2 | 4 − 6 | −2 | 3 |

| Замбия                             | 2:1     | Португалия  |
| ---------------------------------- | ------- | ----------- |
| Эдвард Чилуфья 51′ · Ф. Сакала 76′ | (отчёт) | Элдер 90+1′ |

| Иран                | 1:0     | Коста-Рика |
| ------------------- | ------- | ---------- |
| Мехди Мехдихани 81′ | (отчёт) |            |

| Замбия                                              | 4:2     | Иран                  |
| --------------------------------------------------- | ------- | --------------------- |
| Ф. Сакала 54′ · Мвепу 59′ · Э. Банда 65′ · Дака 71′ | (отчёт) | Шекари 7′, 49′ (пен.) |

| Коста-Рика       | 1:1     | Португалия           |
| ---------------- | ------- | -------------------- |
| Марин 48′ (пен.) | (отчёт) | Гонсалвеш 32′ (пен.) |

| Коста-Рика         | 1:0     | Замбия |
| ------------------ | ------- | ------ |
| Хостин Кордеро 16′ | (отчёт) |        |

| Португалия                             | 2:1     | Иран      |
| -------------------------------------- | ------- | --------- |
| Гонсалвеш 54′ · Нима Тахери 86′ (авт.) | (отчёт) | Шекари 4′ |

### Группа D
| М | Команда | И | В | Н | П | Мячи  | ±  | О |
| - | ------- | - | - | - | - | ----- | -- | - |
| 1 | Уругвай | 3 | 2 | 1 | 0 | 3 − 0 | +3 | 7 |
| 2 | Италия  | 3 | 1 | 1 | 1 | 4 − 3 | +1 | 4 |
| 3 | Япония  | 3 | 1 | 1 | 1 | 4 − 5 | −1 | 4 |
| 4 | ЮАР     | 3 | 0 | 1 | 2 | 1 − 4 | −3 | 1 |

| ЮАР               | 1:2     | Япония               |
| ----------------- | ------- | -------------------- |
| Томиясу 7′ (авт.) | (отчёт) | Огава 48′ · Доан 72′ |

| Италия | 0:1     | Уругвай     |
| ------ | ------- | ----------- |
|        | (отчёт) | Амараль 76′ |

| ЮАР | 0:2     | Италия                            |
| --- | ------- | --------------------------------- |
|     | (отчёт) | Орсолини 23′ (пен.) · Фавилли 57′ |

| Уругвай                          | 2:0     | Япония |
| -------------------------------- | ------- | ------ |
| Скиаппакассе 38′ · Оливера 90+1′ | (отчёт) |        |

| Уругвай | 0:0     | ЮАР |
| ------- | ------- | --- |
|         | (отчёт) |     |

| Япония        | 2:2     | Италия                  |
| ------------- | ------- | ----------------------- |
| Доан 22′, 50′ | (отчёт) | Орсолини 3′ · Панико 7′ |

### Группа E
| М | Команда        | И | В | Н | П | Мячи  | ±  | О |
| - | -------------- | - | - | - | - | ----- | -- | - |
| 1 | Франция        | 3 | 3 | 0 | 0 | 9 − 0 | +9 | 9 |
| 2 | Новая Зеландия | 3 | 1 | 1 | 1 | 3 − 3 | 0  | 4 |
| 4 | Гондурас       | 3 | 1 | 0 | 2 | 3 − 6 | −3 | 3 |
| 3 | Вьетнам        | 3 | 0 | 1 | 2 | 0 − 6 | −6 | 1 |

| Франция                                  | 3:0     | Гондурас |
| ---------------------------------------- | ------- | -------- |
| Огюстен 15′ · Коки Харит 44′ · Терье 81′ | (отчёт) |          |

| Вьетнам | 0:0     | Новая Зеландия |
| ------- | ------- | -------------- |
|         | (отчёт) |                |

| Франция                                | 4:0     | Вьетнам |
| -------------------------------------- | ------- | ------- |
| Тюрам 18′ · Огюстен 22′, 45′ · Поа 52′ | (отчёт) |         |

| Новая Зеландия                           | 3:1     | Гондурас           |
| ---------------------------------------- | ------- | ------------------ |
| Беван 1′, 56′ (пен.) · Хантер Эшуорт 23′ | (отчёт) | Хорхе Альварес 50′ |

| Новая Зеландия | 0:2     | Франция               |
| -------------- | ------- | --------------------- |
|                | (отчёт) | Сен-Максимен 22′, 37′ |

| Гондурас                                | 2:0     | Вьетнам |
| --------------------------------------- | ------- | ------- |
| Сендель Крус 76′ · Хорхе Альварес 90+3′ | (отчёт) |         |

### Группа F
| М | Команда           | И | В | Н | П | Мячи  | ±  | О |
| - | ----------------- | - | - | - | - | ----- | -- | - |
| 1 | США               | 3 | 1 | 2 | 0 | 5 − 4 | +1 | 5 |
| 2 | Сенегал           | 3 | 1 | 1 | 1 | 2 − 1 | +1 | 4 |
| 3 | Саудовская Аравия | 3 | 1 | 1 | 1 | 3 − 4 | −1 | 4 |
| 4 | Эквадор           | 3 | 0 | 2 | 1 | 4 − 6 | −2 | 2 |

| Эквадор                         | 3:3     | США                                   |
| ------------------------------- | ------- | ------------------------------------- |
| Эрлин Лино 5′ · Кабесас 7′, 64′ | (отчёт) | Сарджент 36′, 54′ · де ла Торре 90+4′ |

| Саудовская Аравия | 0:2     | Сенегал                     |
| ----------------- | ------- | --------------------------- |
|                   | (отчёт) | Ньян 13′ · Оссеюну Дьян 15′ |

| Эквадор     | 1:2     | Саудовская Аравия           |
| ----------- | ------- | --------------------------- |
| Кайседо 89′ | (отчёт) | Абдулрахман аль-Ями 7′, 84′ |

| Сенегал | 0:1     | США          |
| ------- | ------- | ------------ |
|         | (отчёт) | Сарджент 34′ |

| Сенегал | 0:0     | Эквадор |
| ------- | ------- | ------- |
|         | (отчёт) |         |

| США        | 1:1     | Саудовская Аравия     |
| ---------- | ------- | --------------------- |
| Леннон 40′ | (отчёт) | Абдулела аль-Амри 74′ |

### Рейтинг команд, занявших третье место
| М | Команда           | И | В | Н | П | Мячи  | ±  | О |
| - | ----------------- | - | - | - | - | ----- | -- | - |
| 1 | Коста-Рика        | 3 | 1 | 1 | 1 | 2 − 2 | 0  | 4 |
| 2 | Япония            | 3 | 1 | 1 | 1 | 4 − 5 | −1 | 4 |
| 3 | Германия          | 3 | 1 | 1 | 1 | 3 − 4 | −1 | 4 |
| 4 | Саудовская Аравия | 3 | 1 | 1 | 1 | 3 − 4 | −1 | 4 |
| 5 | Аргентина         | 3 | 1 | 0 | 2 | 6 − 5 | +1 | 3 |
| 6 | Гондурас          | 3 | 1 | 0 | 2 | 3 − 6 | −3 | 3 |

## Плей-офф
|  | 1/8 финала           | 1/8 финала      |                      |       | Четвертьфиналы    | Четвертьфиналы    |                 |                 | Полуфиналы | Полуфиналы |  |  | Финал | Финал |
|  |                      |                 |                      |       |                   |                   |                 |                 |            |            |  |  |       |       |
|  | 30 мая — Чхонан      |                 |                      |       |                   |                   |                 |                 |            |            |  |  |       |       |
|  |                      |                 |                      |       |                   |                   |                 |                 |            |            |  |  |       |       |
|  | Республика Корея     | 1               |                      |       |                   |                   |                 |                 |            |            |  |  |       |       |
|  | Республика Корея     | 1               | 4 июня — Тэджон      |       |                   |                   |                 |                 |            |            |  |  |       |       |
|  | Португалия           | 3               |                      |       |                   |                   |                 |                 |            |            |  |  |       |       |
|  | Португалия           | 3               | Португалия           | 2 (4) |                   |                   |                 |                 |            |            |  |  |       |       |
|  | 31 мая — Сувон       |                 | Португалия           | 2 (4) |                   |                   |                 |                 |            |            |  |  |       |       |
|  |                      | Уругвай пен.    | 2 (5)                |       |                   |                   |                 |                 |            |            |  |  |       |       |
|  | Уругвай              | Уругвай пен.    | 2 (5)                | 1     |                   |                   |                 |                 |            |            |  |  |       |       |
|  | Уругвай              |                 | 8 июня — Тэджон      | 1     |                   |                   |                 |                 |            |            |  |  |       |       |
|  | Саудовская Аравия    | 0               |                      |       |                   |                   |                 |                 |            |            |  |  |       |       |
|  | Саудовская Аравия    | 0               | Уругвай              | 1 (3) |                   |                   |                 |                 |            |            |  |  |       |       |
|  | 30 мая — Тэджон      |                 | Уругвай              | 1 (3) |                   |                   |                 |                 |            |            |  |  |       |       |
|  |                      | Венесуэла пен.  | 1 (4)                |       |                   |                   |                 |                 |            |            |  |  |       |       |
|  | Венесуэла (доп. вр.) | Венесуэла пен.  | 1 (4)                | 1     |                   |                   |                 |                 |            |            |  |  |       |       |
|  | Венесуэла (доп. вр.) | 4 июня — Чонджу |                      | 1     |                   |                   |                 |                 |            |            |  |  |       |       |
|  | Япония               | 0               |                      |       |                   |                   |                 |                 |            |            |  |  |       |       |
|  | Япония               | 0               | Венесуэла (доп. вр.) | 2     |                   |                   |                 |                 |            |            |  |  |       |       |
|  | 1 июня — Инчхон      |                 | Венесуэла (доп. вр.) | 2     |                   |                   |                 |                 |            |            |  |  |       |       |
|  |                      | США             | 1                    |       |                   |                   |                 |                 |            |            |  |  |       |       |
|  | США                  | США             | 1                    | 6     |                   |                   |                 |                 |            |            |  |  |       |       |
|  | США                  |                 | 11 июня — Сувон      | 6     |                   |                   |                 |                 |            |            |  |  |       |       |
|  | Новая Зеландия       | 0               |                      |       |                   |                   |                 |                 |            |            |  |  |       |       |
|  | Новая Зеландия       | 0               | Венесуэла            | 0     |                   |                   |                 |                 |            |            |  |  |       |       |
|  | 1 июня — Чхонан      |                 | Венесуэла            | 0     |                   |                   |                 |                 |            |            |  |  |       |       |
|  |                      | Англия          | 1                    |       |                   |                   |                 |                 |            |            |  |  |       |       |
|  | Франция              | Англия          | 1                    | 1     |                   |                   |                 |                 |            |            |  |  |       |       |
|  | Франция              | 5 июня — Сувон  |                      | 1     |                   |                   |                 |                 |            |            |  |  |       |       |
|  | Италия               | 2               |                      |       |                   |                   |                 |                 |            |            |  |  |       |       |
|  | Италия               | 2               | Италия (доп. вр.)    | 3     |                   |                   |                 |                 |            |            |  |  |       |       |
|  | 31 мая — Согвипхо    |                 | Италия (доп. вр.)    | 3     |                   |                   |                 |                 |            |            |  |  |       |       |
|  |                      | Замбия          | 2                    |       |                   |                   |                 |                 |            |            |  |  |       |       |
|  | Замбия (доп. вр.)    | Замбия          | 2                    | 4     |                   |                   |                 |                 |            |            |  |  |       |       |
|  | Замбия (доп. вр.)    |                 | 8 июня — Чонджу      | 4     |                   |                   |                 |                 |            |            |  |  |       |       |
|  | Германия             | 3               |                      |       |                   |                   |                 |                 |            |            |  |  |       |       |
|  | Германия             | 3               | Италия               | 1     |                   |                   |                 |                 |            |            |  |  |       |       |
|  | 1 июня — Инчхон      |                 | Италия               | 1     |                   |                   |                 |                 |            |            |  |  |       |       |
|  |                      | Англия          | 3                    |       | Матч за 3-е место | Матч за 3-е место |                 |                 |            |            |  |  |       |       |
|  | Мексика              | Англия          | 3                    | 1     | Матч за 3-е место | Матч за 3-е место |                 |                 |            |            |  |  |       |       |
|  | Мексика              | 5 июня — Чхонан | 5 июня — Чхонан      | 1     |                   |                   | 11 июня — Сувон | 11 июня — Сувон |            |            |  |  |       |       |
|  | Сенегал              | 5 июня — Чхонан | 5 июня — Чхонан      | 0     |                   |                   | 11 июня — Сувон | 11 июня — Сувон |            |            |  |  |       |       |
|  | Сенегал              | Мексика         | 0                    | 0     | Уругвай           | 0 (1)             |                 |                 |            |            |  |  |       |       |
|  | 31 мая — Чонджу      | Мексика         | 0                    |       | Уругвай           | 0 (1)             |                 |                 |            |            |  |  |       |       |
|  |                      | Англия          | 1                    |       | Италия пен.       | 0 (4)             |                 |                 |            |            |  |  |       |       |
|  | Англия               | Англия          | 1                    | 2     | Италия пен.       | 0 (4)             |                 |                 |            |            |  |  |       |       |
|  | Англия               |                 |                      | 2     |                   |                   |                 |                 |            |            |  |  |       |       |
|  | Коста-Рика           | 1               |                      |       |                   |                   |                 |                 |            |            |  |  |       |       |
|  | Коста-Рика           | 1               |                      |       |                   |                   |                 |                 |            |            |  |  |       |       |

### 1/8 финала
| Венесуэла   | 1:0 (доп. вр.) | Япония |
| ----------- | -------------- | ------ |
| Эррера 108′ | (отчёт)        |        |

| Республика Корея | 1:3     | Португалия                       |
| ---------------- | ------- | -------------------------------- |
| Ли Сан Хон 81′   | (отчёт) | Шадаш 10′, 69′ · Бруну Кошта 27′ |

| Уругвай               | 1:0     | Саудовская Аравия |
| --------------------- | ------- | ----------------- |
| де ла Крус 50′ (пен.) | (отчёт) |                   |

| Англия          | 2:1     | Коста-Рика |
| --------------- | ------- | ---------- |
| Лукман 35′, 63′ | (отчёт) | Леаль 89′  |

| Замбия                                                       | 4:3 (доп. вр.) | Германия                                    |
| ------------------------------------------------------------ | -------------- | ------------------------------------------- |
| Э. Банда 50′ · Ф. Сакала 68′ · Мвепу 86′ · Шемми Маембе 107′ | (отчёт)        | Окс 37′ · Сердар 89′ · Йонас Арвайлер 90+4′ |

| Мексика      | 1:0     | Сенегал |
| ------------ | ------- | ------- |
| Сиснерос 89′ | (отчёт) |         |

| Франция     | 1:2     | Италия                    |
| ----------- | ------- | ------------------------- |
| Огюстен 37′ | (отчёт) | Орсолини 27′ · Панико 53′ |

| США                                                                            | 6:0     | Новая Зеландия |
| ------------------------------------------------------------------------------ | ------- | -------------- |
| Сарджент 32′ · Эбобиссе 64′ · Леннон 65′ · Глэд 27′ · Трасти 84′ · Кунга 90+3′ | (отчёт) |                |

### 1/4 финала
| Венесуэла                              | 2:1 (доп. вр.) | США           |
| -------------------------------------- | -------------- | ------------- |
| Пеньяранда 96′ · Науэль Феррареси 115′ | (отчёт)        | Эбобиссе 117′ |

| Португалия                                                                    | 2:2     | Уругвай                                                            |
| ----------------------------------------------------------------------------- | ------- | ------------------------------------------------------------------ |
| Силва 1′ · Гонсалвеш 41′                                                      | (отчёт) | Буэно 16′ · Вальверде 50′ (пен.)                                   |
| Пенальти                                                                      |         |                                                                    |
| Р. Диаш · Далот · Шадаш · Фернандеш · Педру Родригеш · Гомеш · Андре Оливейра | 4:5     | Вальверде · Родригес · Каноббио · Ардаис · Амараль · Винья · Буэно |

| Италия                                 | 3:2 (доп. вр.) | Замбия                  |
| -------------------------------------- | -------------- | ----------------------- |
| Орсолини 50′ · Димарко 88′ · Видо 111′ | (отчёт)        | Дака 4′ · Ф. Сакала 84′ |

| Мексика | 0:1     | Англия      |
| ------- | ------- | ----------- |
|         | (отчёт) | Соланке 47′ |

### 1/2 финала
| Уругвай                                                         | 1:1     | Венесуэла                                           |
| --------------------------------------------------------------- | ------- | --------------------------------------------------- |
| де ла Крус 49′ (пен.)                                           | (отчёт) | Соса 90+1′                                          |
| Пенальти                                                        |         |                                                     |
| Вальверде · Родригес Бебанс · Каноббио · Бентанкур · де ла Крус | 3:4     | Пеньяранда · Соса · Р. Эрнандес · Сотельдо · Эррера |

| Италия      | 1:3     | Англия                        |
| ----------- | ------- | ----------------------------- |
| Орсолини 2′ | (отчёт) | Соланке 66′, 88′ · Лукман 77′ |

### Матч за 3-е место
| Уругвай                       | 0:0     | Италия                                |
| ----------------------------- | ------- | ------------------------------------- |
|                               | (отчёт) |                                       |
| Пенальти                      |         |                                       |
| Вальверде · Амараль · Боселли | 1:4     | Видо · Маркицца · Мандрагора · Панико |

### Финал
| Венесуэла | 0:1     | Англия            |
| --------- | ------- | ----------------- |
|           | (отчёт) | Калверт-Льюин 35′ |

## Победитель
| Чемпион мира по футболу среди молодёжных команд 2017 |
| ---------------------------------------------------- |
| Англия Первый титул                                  |

## Бомбардиры
5 мячей
| - Риккардо Орсолини |

4 мяча
| - Доминик Соланке - Серхио Кордова | - Фэшн Сакала - Джош Сарджент | - Жан-Кевин Огюстен |

3 мяча
| - Адемола Лукман - Бонг Кало | - Реза Шекари - Диогу Гонсалвеш | - Рицу Доан |

2 мяча
| - Доминик Калверт-Льюин - Лаутаро Мартинес - Марсело Торрес - Адальберто Пеньяранда - Самуэль Соса - Хорхе Альварес - Эммануэль Банда | - Патсон Дака - Мвепу - Джузеппе Панико - Рональдо Сиснерос - Майер Беван - Шадаш - Абдулрахман аль-Ями | - Брукс Леннон - Джереми Эбобиссе - Николас де ла Крус - Аллан Сен-Максимен - Бриан Кабесас - Ли Сын У - Пэк Сын Хо |